# Belaja (Angara)
A Belaja (oroszul: Белая, burját nyelven Булун) folyó Oroszország ázsiai részén, az Irkutszki területen és Burjátföldön. Az Angara bal oldali mellékfolyója.

## Földrajz
Hossza: 359 km, vízgyűjtő területe: 18 000 km², évi közepes vízhozama: 178 m³/s.
Két forráság: a Kis- és a Nagy-Belaja egyesülésével keletkezik, melyek a Keleti-Szaján 2500 m magasra nyúló egyik hegységében erednek. Irkutszktól 106 km-re, az Angarán létesített Bratszki-víztározóba torkollik. Teljes esése 1750 m. 
Erdőkkel borított hegyek között folyik, medrét helyenként meredeken leszakadó sziklák kísérik. Felső és középső folyását sellők, vízesések teszik változatossá. 
A folyó főként csapadékvízzel táplálkozik, vízszintjét a vízgyűjtőjén lehullott csapadék akár 8 m-re is megemeli. Október, november körül befagy és április végén vagy május elején szabadul fel a jég alól. Az éves vízmennyiség kb. 80%-a május és október közötti időszakban folyik le.
Vízgyűjtő területén kb. 400 kisebb-nagyobb tó fekszik, valamint nefrit- és grafit lelőhelyek találhatók. Legnagyobb, jobb oldali mellékfolyója az Urik.